# Tommaso Grossi
Tommaso Grossi (Belluno, 1791. január 24. – Milánó, 1853. október 10.) olasz író.

## Élete
Papnak nevelték, de megszökött a szemináriumból és ügyvéd lett. Eleinte barátja, Carlo Porta példájára milanói dialektusban írt egy Prineide című szatirikus költeményt az osztrák uralom ellen és egy Fuggitiva című verses novellát, de aztán rátért az irodalmi nyelv használatára. A romantikus iskolához csatlakozott, mely akkor Alessandro Manzoni vezérsége alatt küzdött a klasszicisták ellen és az olasz történelemből vett hazafias szellemi munkáival ő is nagy hatással volt korára. 
Rövidebb verses elbeszélései (az említett Fuggitiva és az Ildegonda) nagy sikert arattak, de már a Lombardi alla prima Crociata című 15-énekes éposz, tele a vad-romanticizmus mindenféle túlhajtásával, már az ő közönségének sem igen tetszett. Utolsó költői műve az Ulrico e Lida című novella volt. Írt egy történeti regényt is (Marco Visconti), Manzoni nyomán járva, aki nagyon szerette őt és akinek házában 15 évig lakott is. Egy dala (Rondinella pellgrina) Olaszországban rendkívül népszerű lett.